# Kasteel Landskron
Het Kasteel Landskron (Frans: Château du Landskron) is een kasteel in de Franse gemeente Leymen. Het kasteel is een beschermd historisch monument sinds 1923.
zie ook: Heerlijkheid Landskron